# Виктор Шустиков
Виктор Шустиков (на руски: Виктор Шустиков) е съветски футболист и треньор.

## Кариера
През цялата си кариера играе само за един отбор – Торпедо (Москва), като с „черно-белите“ е двукватен шампион и трикратен носител на купата на страната.
Първият му мач за националния отбор на СССР се състои на 22 септември 1963 г. срещу Унгария, който завършва с равенство 1:1. Общо има 8 мача за националния отбор на СССР (последният мач е на 29 ноември 1964 г. срещу България, който завършва 0:0).
Има и 1 мач за олимпийския отбор на СССР през 1964 г.

## Семейство
Синът му Сергей Шустиков е бивш футболист на Торпедо (Москва), ЦСКА (Москва) и ФК Москва. Внукът му, също носещ името Сергей, е капитан на Торпедо през сезон 2018/19.

## Отличия

### Отборни
Торпедо Москва
- Съветска Висша лига: 1960, 1965
- Купа на СССР по футбол: 1960, 1968, 1972